# Вагон-ресторан
Вагон-ресторан — залізничний пасажирський вагон, у якому страви подаються таким же чином, як і в повноцінному ресторані.

## Коротка характеристика
Інші типи вагонів, призначені для харчування, не надають повноцінного ресторанного обслуговування. Наприклад, це такі вагони, у яких їжу купують біля стійки і споживають на місці, або в будь-якому іншому місці потяга. Також це стосується гриль-вагонів, у яких пасажири сидять на стільцях біля стійки, купують та споживають їжу, яка приготована на грилі поза стійкою. Зазвичай їх вважають «проміжним» типом вагонів-ресторанів.
В одній із найпоширеніших моделей вагона-ресторану один кінець вагона має кухню (з коридором поруч, аби пасажири могли потрапити в інші вагони), а в іншому — розташована відкрита або поділена на відсіки зала з центральним коридором.
Потяги з високими вимогами до обслуговування у вагоні-ресторані інколи мають «подвійні вагони-ресторани», що складаються з двох суміжних вагонів, які певною мірою функціонують як єдина структура. Зазвичай один вагон має кухню і залу, відкриту чи поділену на відсіки, а інший вагон має лише залу.
У вагонах-ресторанах сучасних дворівневих вагонів Superliner компанії Amtrak зала, поділена на відсіки, займає майже весь горішній поверх, а кухня розташована на нижньому поверсі. Страви подаються нагору кухонним ліфтом.
Вагони-ресторани підсилюють звичайні враження з відвідування ресторану видовищем плинного пейзажу за вікном. Незважаючи, що на теперішній час вагони-ресторани стали менш популярними, аніж в минулому (зараз їх доповнили, або в деяких випадках замінили іншими типами вагонів харчування), вони відіграють значну роль у пасажирських залізничних перевезеннях, особливо на середню та велику відстань.
Багато залізниць туристичного спрямування пропонують екскурсії-обіди для підсилення враження публіки під час подорожей у вагоні-ресторані.
Трамваї маршрутів U76/U70 між містами Дюссельдорф та Крефельд у Німеччині мають вагон-бістро (німецька назва вагона-ресторану), де пасажири можуть замовляти напої та закуски. Така практика походить з початку XX століття, коли міжміські трамваї завжди мали вагон-ресторан. Незважаючи на те, що на лінії зараз курсують сучасні вагони, 4 трамваї мають вагон-бістро і працюють щобудня.

## Галерея

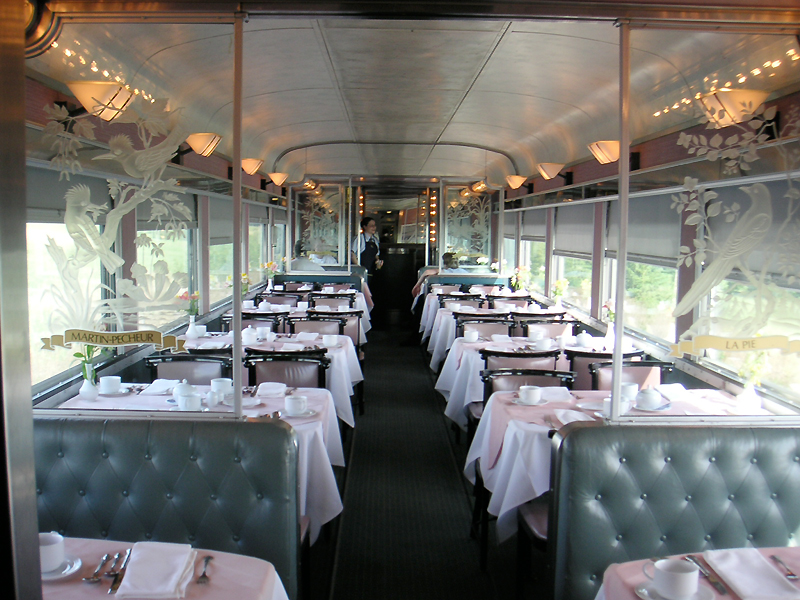
Вагон-ресторан канадського поїзда ViaRail «Canadian», готовий для подання страв.
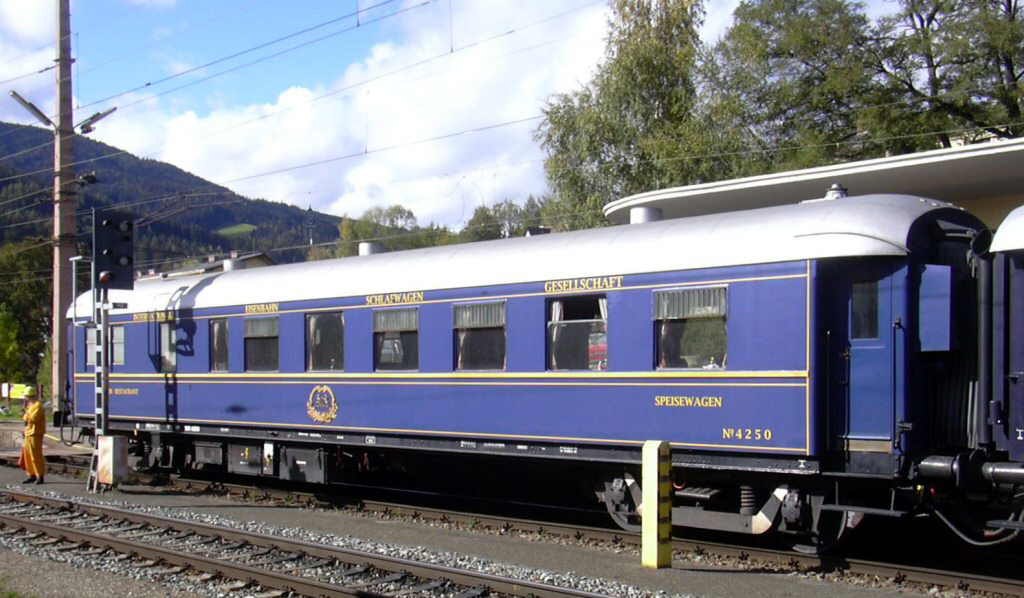
Вагон-ресторан спального поїзда в Австрії (2003)
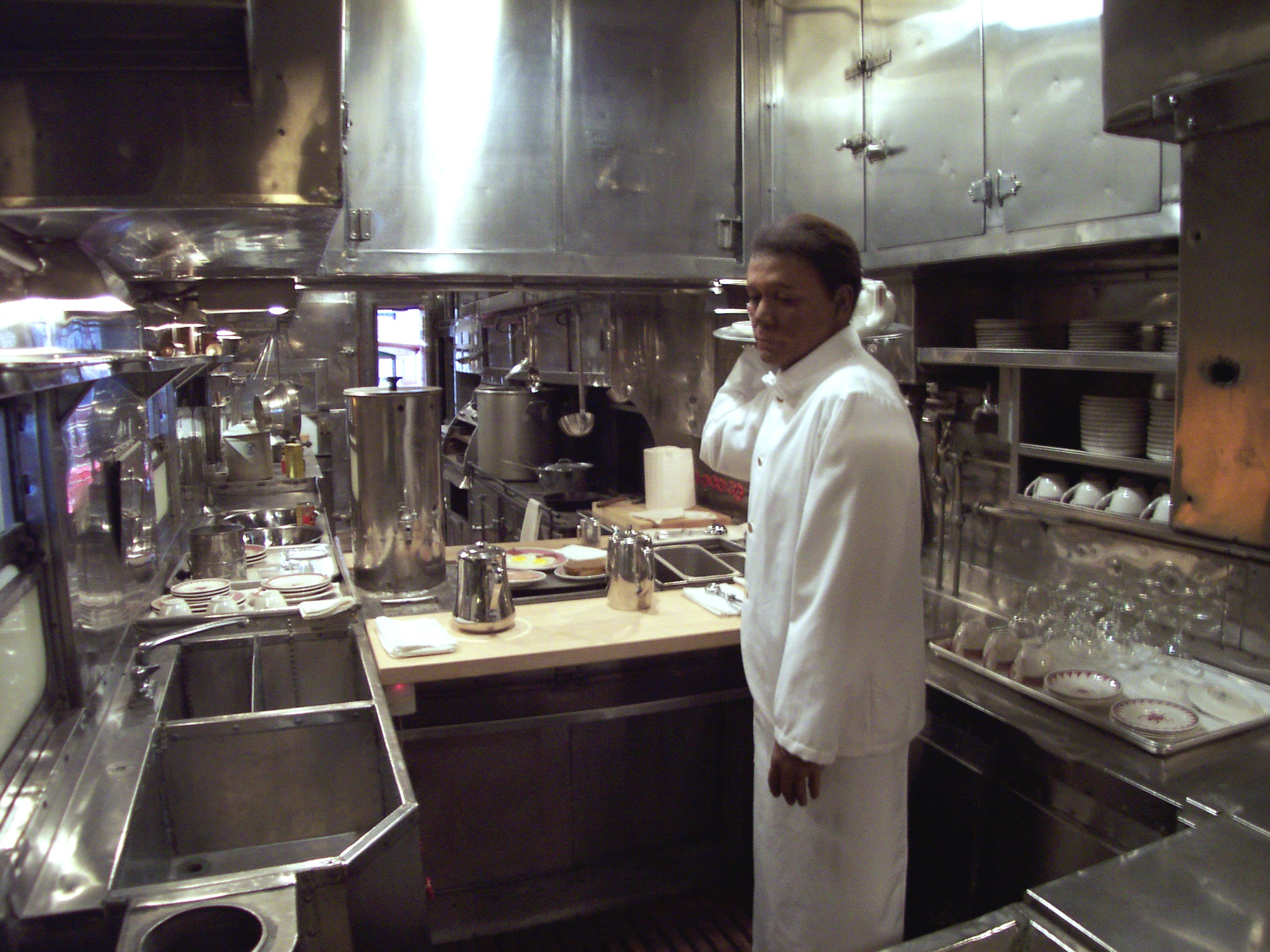
Кладовка на борту вагона колишнього потяга № 1474 Санта Фе, Cochiti. Більше мільйона страв було подано в цьому вагоні, який працював до кінця 1960-х років
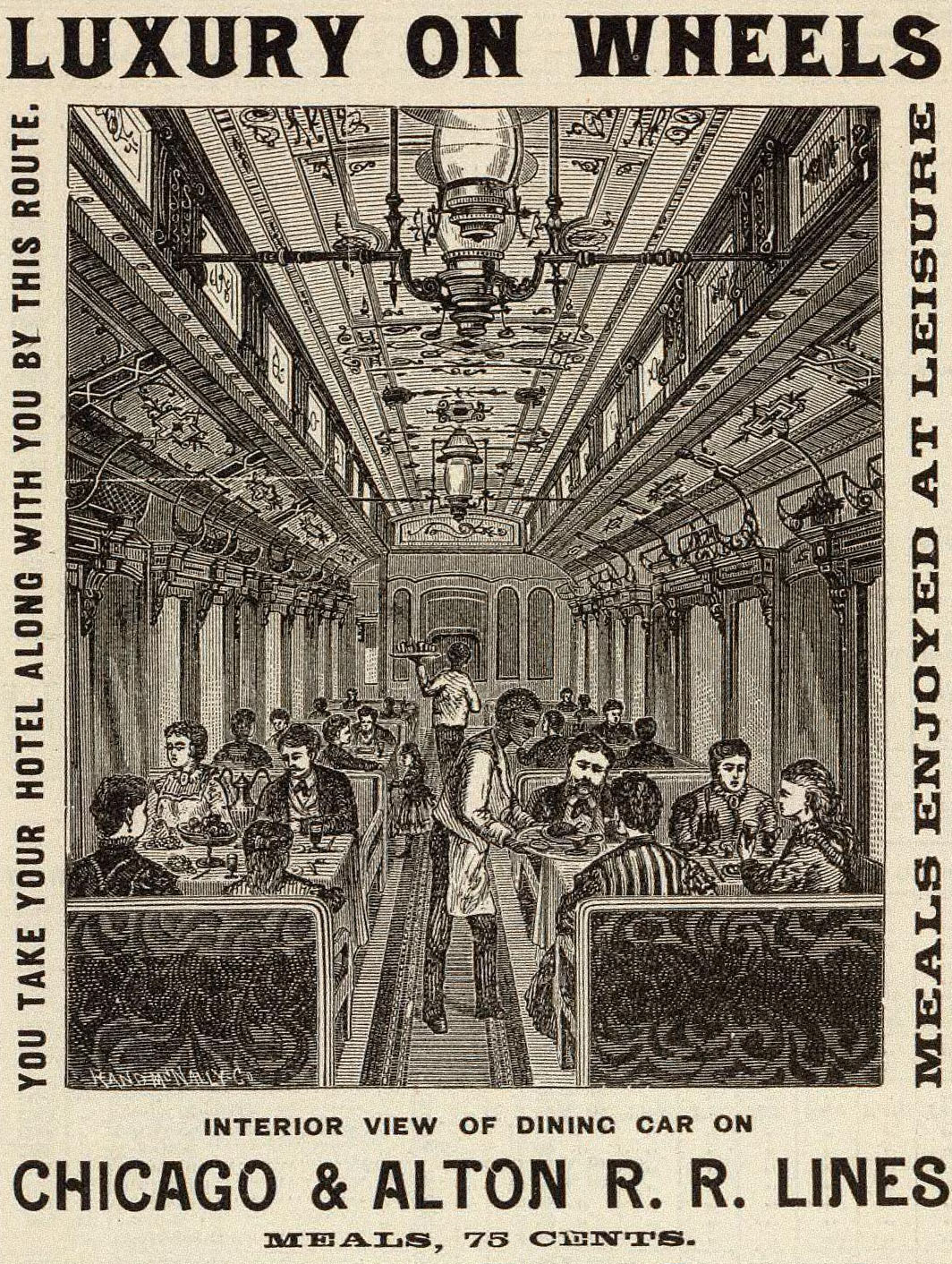
Друкована реклама з 1880-х років, яка вихваляє переваги харчування в поїздах залізниці Чикаго та Алтона
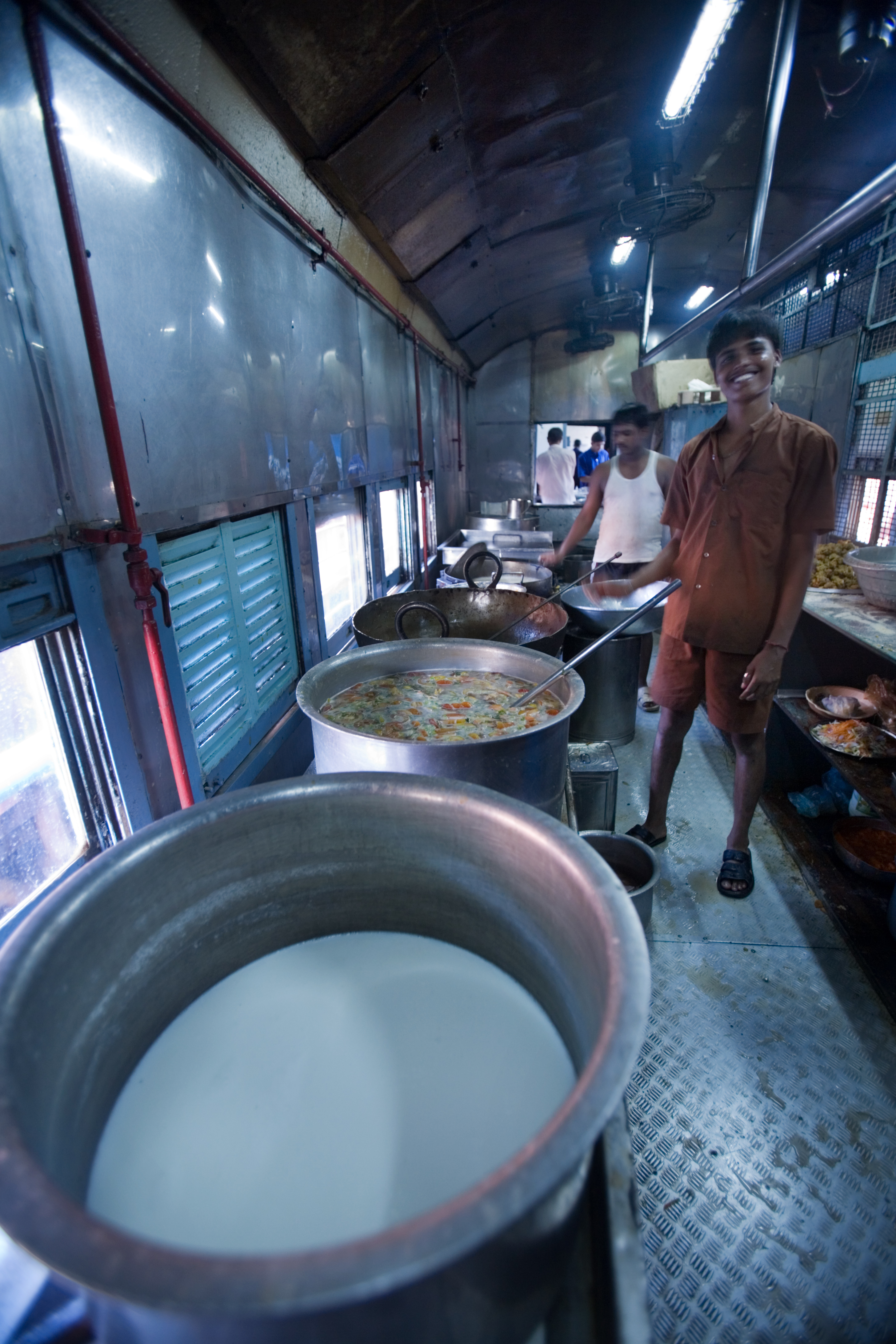
Кухня вагона-ресторану на Індійській залізниці